# Raoping

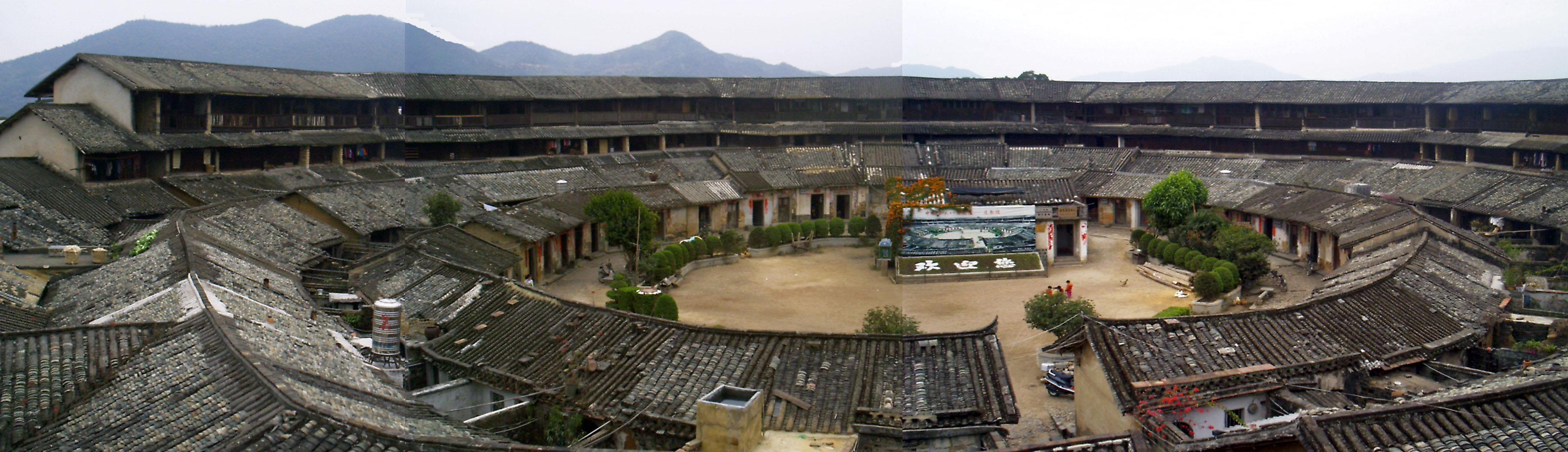
Das Daoyun-Erdgebäude im Kreis Raoping

Raoping (饶平县,  Ràopíng Xiàn) ist ein Kreis der bezirksfreien Stadt Chaozhou (regional auch: Tiuchiu, Teochiu, engl. Teochew) im östlichsten Teil der Provinz Guangdong, Volksrepublik China. Er hat eine Fläche von 1.732 km² und zählt 817.442 Einwohner (Stand: Zensus 2020). Sein Hauptort ist die Großgemeinde Huanggang (黄冈镇).
Das Daoyun-Erdgebäude (Daoyun lou 道韵楼), ein über 500 Jahre altes festungsartiges Tulou ("Erdgebäude") der Hakka in achteckiger Form der Acht Trigramme (bagua), steht seit 2006 auf der Liste der Denkmäler der Volksrepublik China (6-685).